# Swallowed in Black
Swallowed in Black — второй студийный альбом американской трэш-метал группы Sadus, вышедший в 1990 году на лейбле Roadrunner Records.
Swallowed in Black был записан на студии Fantasy Studios, Беркли (Калифорния), США. Мастеринг диска сделан в The Hit Factory DMS, Нью-Йорк, США. Над обложкой альбома работал Алвин Петти.
Первые три диска группы, включая этот, долгое время не переиздавались. По контракту подписанному группой с лейблом Roadrunner Records, все права на эти альбомы, в течение 20 лет принадлежали компании, которая не считала нужным переиздавать диски. В 2007 году инди-лейбл Displeased Records, несмотря на издержки связанные с выпуском альбома, права на которые принадлежат другой звукозаписывающей компании, переиздал Swallowed in Black, с дополнением трёх бонус треков и видеоклипа.

## Список композиций
1. «Black» — 5:25
2. «Man Infestation» — 4:06
3. «Last Abide» — 2:18
4. «The Wake» — 4:21
5. «In Your Face» — 1:03
6. «Good Rid’nz» — 4:33
7. «False Incarnation» — 4:37
8. «Images» — 4:25
9. «Powers of Hate» — 3:40
10. «Arise» — 6:18
11. «Oracle of Obmission» — 3:49

## 2007 Переиздание с бонус треками
1. «The wake (demo)»
2. «Powers of hate (demo)»
3. «Good rid’nz (demo)»
4. «Good rid’nz (video clip)»

## Участники записи
- Даррен Трэвис — гитара, вокал, текст песен
- Роб Мур — гитара
- Стив ДиДжорджио — бас, клавишные
- Джон Аллен — ударные